# Durbes pagasts
Durbes pagasts er en territorial enhed i Durbes novads i Letland. Pagasten havde 463 indbyggere i 2010 og 465 indbyggere i 2016 og omfatter et areal på 74 kvadratkilometer. Hovedbyen i pagasten er Durbe.